# Michèle Bennett
Michèle Bennett foi primeira-dama do Haiti e ex-mulher do antigo presidente vitalício do Haiti, Jean-Claude Duvalier.  Atualmente mora na França, onde passou a viver depois que seu marido foi exilado do Haiti. Ela se divorciou de Duvalier em 1990.

## Primeiros anos
Michèle Bennett nasceu em Port-au-Prince, Haiti, em 1950, é filha de Ernest Bennett, um empresário haitiano (e descendente de Henri Christophe, o rei do Haiti) e Aurore Ligonde.  Seu pai era dono de mais de 50.000 hectares de terras – que cultivava principalmente café - e empregava 1.600 trabalhadores nas propriedades, além de mais 900 em seus negócios.  Seu tio era o Arcebispo católico-romano do Haiti, Dom François-Wolff Ligondé.  Os Bennetts são mulatos de pele clara (mestiços), em um país de maioria negra. 
Aos 15 anos, Bennett se mudou para Nova York, onde foi educada na St. Mary's School em Peekskill, Nova York. Ela passou a trabalhar como secretária em uma empresa de sapatos na Garment District em Nova York.  Em 1973, ela se casou com Alix Pasquet, o filho do capitão Alix Pasquet, um conhecido oficial mulato e membro do Tuskegee Airmen, que em 1958 liderou uma tentativa de golpe contra François Duvalier. Com Pasquet, ela teve dois filhos, Alix Jr. e Sacha. Depois de divorciar de Pasquet em 1978, ela teve uma carreira em relações públicas na Habitation LeClerc, um hotel de luxo em Port-au-Prince. 

## Casamento
Bennett conheceu Jean-Claude Duvalier na escola, embora o casal não se envolvesse romanticamente até dez anos mais tarde.  Em 1980, Bennett se casou com o presidente Duvalier. O seu casamento, foi o evento social da década no Haiti, custando um inédito US$3 milhões e foi recebido com entusiasmo pela maioria dos haitianos.  A Sra. Duvalier a princípio tornou-se querida com a população através da distribuição de roupas e alimentos para os necessitados, bem como a abertura de várias clínicas médicas e escolas para os pobres.  Nas seis semanas seguintes ao casamento, Michèle e Jean-Claude percorreram o Haiti, aparecendo inesperadamente em reuniões, mercados e outros locais públicos, o qual renderam-lhes "mais olhares e palavras de aprovação em toda parte".  Em uma visita ao Haiti, Madre Teresa comentou que ela "nunca tinha visto pessoas pobres serem tão familiarizadas com o seu chefe de Estado como eram com [Michèle]".   Os Duvalier tinham dois filhos, François Nicolas e Anya. 
O casamento representava uma aliança simbólica com a elite mulata - essas mesmas famílias se opuseram ao pai de Jean-Claude  Isto resultou com a mãe de seu marido, Simone Duvalier (que se opôs ao casamento), a ser marginalizada politicamente, que por sua vez criou novas alianças entre facções dentro do grupo dominante uma vez que a velha guarda duvalierista era de opinião que o poder da nova primeira dama parecia ultrapassar o do seu marido. Enquanto Jean-Claude muitas vezes cochilava completamente nas reuniões do Gabinete, sua esposa, frustrada por sua inépcia política, repreendia ela mesma os ministros. 

## Críticas ao regime
As denúncias ou associações com a corrupção assolaram o casamento Duvalier-Bennett. O pai de Michèle, Ernest Bennett, se aproveitou de sua conexão presidencial para estender os interesses em seus negócios, a partir de sua concessionária BMW, para o café e a exportação de cacau, a Air Haiti; cujos aviões, Bennett fazia - segundo rumores - o transporte de drogas.  Em 1982, Frantz Bennett, irmão de Michèle, foi preso em Porto Rico por tráfico de drogas, e foi condenado a uma pena de prisão de três anos. 
A família da Sra. Duvalier acumulou uma fortuna durante a última parte da ditadura de Jean Claude. Até o final de seu regime de 15 anos, Duvalier e sua esposa se tornariam famosos por sua corrupção.  O Palácio Nacional se tornou palco de opulentas festas à fantasia, onde o jovem presidente certa vez apareceu vestido como um sultão turco para distribuir joias de 10 mil dólares como prêmios de entrada. 
Durante uma visita ao Haiti em 1983, o Papa João Paulo II declarou que "as coisas devem mudar aqui", exortando que "todos aqueles que têm o poder, riquezas e cultura, para que possam compreender a grave e urgente responsabilidade de ajudar os seus irmãos e irmãs".  Uma revolta popular contra o regime começou logo depois disso. Duvalier respondeu com uma redução de 10 por cento nos preços dos alimentos básicos, o fechamento de estações de rádio independentes, uma remodelação do gabinete, e uma repressão por unidades da polícia e do exército, mas essas ações não conseguiram arrefecer o ímpeto da revolta popular. A esposa de Jean-Claude e conselheiros pediram-lhe para acabar com a rebelião para que ele permaneça no cargo. Em resposta à crescente oposição aos 28 anos do regime dos Duvalier, em 7 de fevereiro de 1986, os Duvalier abandonaram o país em um avião estadunidense acompanhados por 19 pessoas. 

## Exílio
Os governos da Grécia, Espanha, Suíça, Gabão e Marrocos recusaram todos os pedidos da família Duvalier de asilo político. A França concordou em dar aos Duvalier uma entrada temporária, mas também lhes negou asilo.  Como parte de uma investigação sobre as denúncias de saques, as autoridades invadiram a casa alugada de Jean-Claude e Michèle em Mougins logo depois que eles chegaram à Europa. As autoridades encontraram a Sra. Duvalier tentando "limpar" um notebook no vaso sanitário. Ele registrou US$168.780 dólares em roupas da Givenchy, US$270.200 dólares de joias da Boucheron, US$9.752 para selas de cavalos da Hermès para as duas crianças, US$68.500 dólares por um relógio, US$13.000 para uma semana de estadia em um hotel de Paris.  Em 1987, o Duvalier ganhou um processo judicial que tentava mantê-los responsáveis por reembolsar o dinheiro para o Haiti. 
Em 1990, a ex-primeira dama se divorciou de Duvalier. O ex-ditador pediu o divórcio na República Dominicana, acusando a mulher de "atos imorais".  A Sra. Duvalier contestou a decisão, voando para a República Dominicana para obter uma reversão antes que seu marido prevalecesse em um terceiro tribunal.  A Sra. Duvalier estava no momento vivendo com outro homem em Cannes; ela recebeu uma pensão alimentícia e de apoio às crianças  Em 2012, o passaporte de Jean-Claude Duvalier foi renovado pelas autoridades haitianas 
No rescaldo do terremoto do Haiti de 2010, que afetou milhões, Michèle Bennett voltou ao Haiti e se juntou a uma equipe de busca e resgate para procurar seu irmão Rudy Bennett nos escombros do Hotel Montana.  A ex-primeira dama retornaria ao local um ano mais tarde para uma cerimônia de comemoração. 
Nos últimos 16 anos, ela viveu na França, onde ela atualmente utiliza o nome de solteira . Ela fala fluentemente o inglês e o francês. 